# Szczelina w Kopie
Szczelina w Kopie – jaskinia w Dolinie Kondratowej w Tatrach Zachodnich. Wejście do niej położone jest w zboczu Kopy Kondrackiej, w pobliżu Długiego Żlebu, poniżej jaskini Dziura przy Piargu, na wysokości 1640 m n.p.m. Długość jaskini wynosi 19 metrów, a jej deniwelacja 6 metrów.

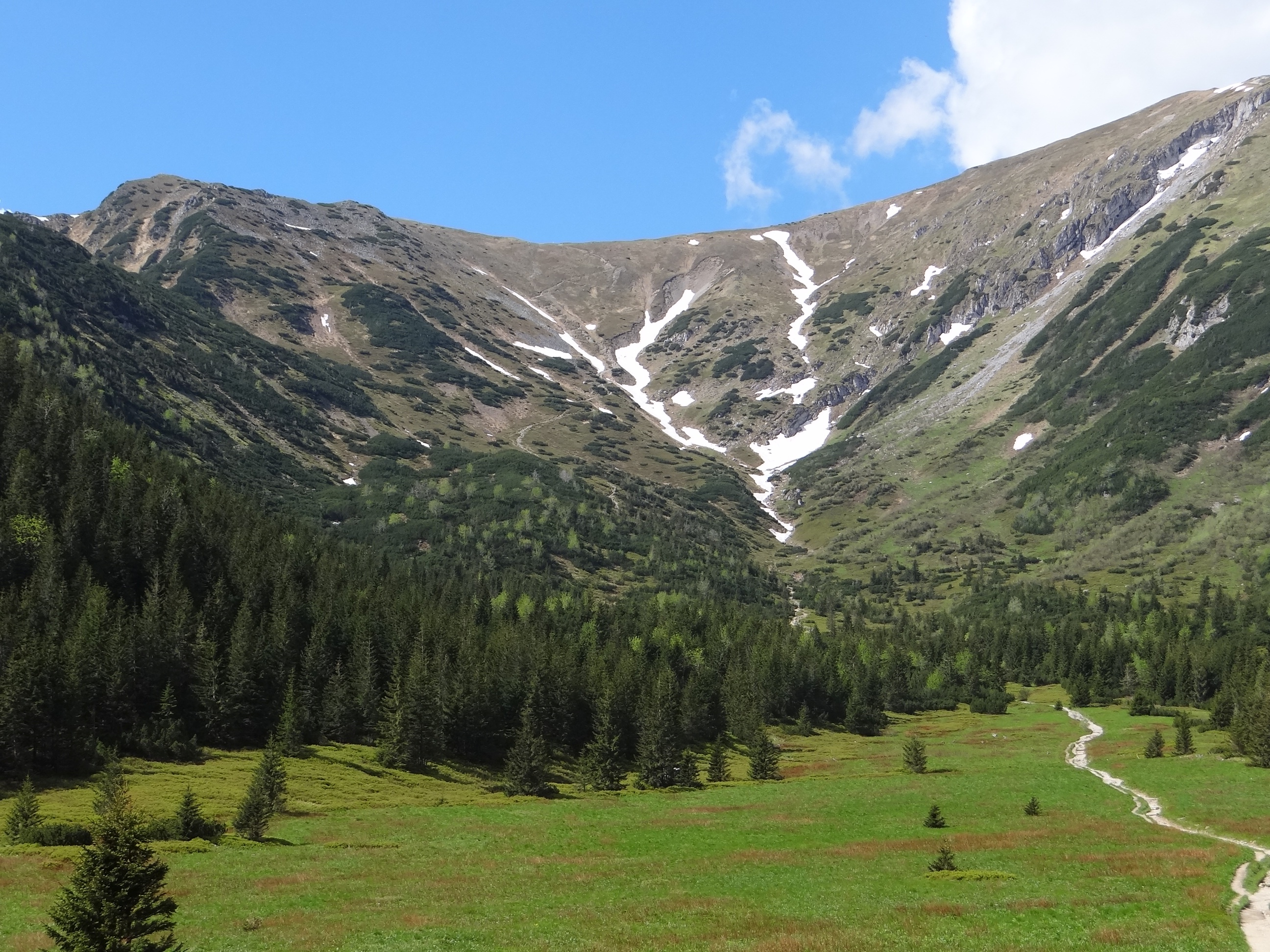
Długi Żleb w Dolinie Kondratowej

## Opis jaskini
Jaskinię stanowi wąski korytarz zaczynający się w niewielkim otworze wejściowym, idący przez 1,5-metrowy próg i kończący się rozgałęzieniem. Na prawo znajduje się salka z 1,5-metrową studzienką, na lewo większa salka, z której odchodzi krótki, szczelinowy korytarzyk.

## Przyroda
W jaskini brak jest nacieków. Fauna i flora nie była badana.

## Historia odkryć
Jaskinia była prawdopodobnie znana od dawna. Jej opis i plan sporządził Z. Tabaczyński w październiku 1999 roku.